# Helena Ponette
Helena Ponette, née le 3 février 2000 en Belgique, est une athlète belge spécialiste du sprint et plus particulièrement du 400 m. Elle est championne de Belgique du 400 m en 2024 et codétentrice du record de Belgique de relais 4 x 400 m mixte.
Elle a remporté trois titres de championne de Belgique en 400 m. Elle fait partie des « Belgian Cheetahs », nom sous lequel l'équipe féminine de relais 4 × 400 mètres participe aux tournois internationaux ainsi que des « Belgian Waffles » nom donné à l'équipe belge de relais 4 × 400 mètres mixte. 

## Biographie
Helena Ponette née le 3 février 2000, est la fille de Diederik Ponette, médecin, et de Sabine Amery, ophtalmologue. Elle est originaire d'Ostende et est inscrite au sein du Hermes Club Oostende d'athlétisme. Elle fait parallèlement des études de médecine à la KU Leuven à Louvain.
Ponette a participé au 4 × 400 m aux Championnats d'Europe U23 de 2021 à Tallinn, où elle a été éliminée en série avec l'équipe belge. Le même jour, elle a été sélectionnée pour les Championnats du monde d'athlétisme en salle de Belgrade début 2022, mais n'a pas participé en tant que réserviste.
Lors des Championnats de Belgique d'athlétisme 2022, Ponette a terminé deuxième derrière Naomi Van Den Broeck sur 400 m en 51 s 93, faisant d'elle la cinquième Belge à courir plus vite que 52 s. Ce temps lui a valu une place dans l'équipe belge du relais 4 × 400 m pour les Championnats du monde d'athlétisme 2022 à Eugene, où le quatuor du relais belge a atteint la finale, terminant sixième en 3 min 26 s 29 dans la composition Helena Ponette, Imke Vervaet, Paulien Couckuyt et Camille Laus.
Un mois plus tard, les « Belgian Cheetahs » sont également présentes aux Championnats d'Europe d'athlétisme 2022 de Munich. Après la quatrième place obtenue par l'équipe belge lors des Championnats d'Europe de Berlin quatre ans plus tôt, le quatuor ne peut obtenir plus qu'une nouvelle quatrième place en améliorant toutefois record de Belgique du 4 x 400 m en 3 min 22 s 12.
En 2024, lors des World Athletics Relays aux Bahamas, elle fait partie de l'équipe qui qualifie la Belgique pour le relais 4 × 400 mètres féminin des Jeux olympiques d'été de 2024 à Paris et en juin de la même année, elle fait partie de l'équipe belge de relais 4 × 400 m féminin (avec Naomi Van den Broeck, Cynthia Bolingo et Imke Vervaet) qui remporte une médaille de bronze aux Championnats d'Europe d'athlétisme 2024 à Rome.
Elle est championne de Belgique du 400 m en salle et en extérieur en 2024.
Lors des Jeux olympiques 2024 de Paris, Helena Ponette participe à trois épreuves : 400 m, 4 x 400 m mixte et 4 x 400 m. Avec le relais 4 x 400 mixte, elle se qualifie pour la finale en améliorant le record de Belgique à 3 min 10 s 74. En finale, le relais belge se classe quatrième en améliorant le record de Belgique en 3 min 9 s 36. En 400 m individuel, elle ne parvient pas à se qualifier pour les demi-finales mais bat son record personnel en 51 s 46. Avec le relais 4 x 400 m féminin belge, elle se classe 7e en finale.
Le 6 mars 2025, elle remporte la médaille d'argent avec le relais 4 x 400 mixte aux Championnats d'Europe d'athlétisme 2024 d'Apeldoorn. Le 3 août 2025, elle remporte la médaille d'argent aux Championnats de Belgique d'athlétisme 2025 à Bruxelles. 

## Championnats de Belgique
Extérieur
| Épreuve | Année        |
| ------- | ------------ |
| 400 m   | 2023 et 2024 |

En salle
| Épreuve | Année |
| ------- | ----- |
| 400 m   | 2024  |

## Records personnels
Extérieur
| Épreuve         | Prestation        | Vent     | Date        | Lieu      |
| --------------- | ----------------- | -------- | ----------- | --------- |
| 200 m           | 23,65 s           | +1,5 m/s | 4 juin 2022 | Oordegem  |
| 300 m           | 36,71 s           |          | 5 août 2023 | Kessel-Lo |
| 400 m           | 51,46 s           |          | 7 août 2024 | Paris     |
| 4 x 400 m mixte | 3 min 9 s 36 (NR) |          | 3 août 2024 | Paris     |

En salle
| Épreuve | Prestation | Date           | Lieu     |
| ------- | ---------- | -------------- | -------- |
| 300 m   | 37,41 s    | 4 février 2023 | Gand     |
| 400 m   | 52,31 s    | 3 mars 2023    | Istanbul |

## Palmarès

### 4 x 400 m
- 2021 : 5e en série Championnats européens d'athlétisme U23 à Tallinn – 3.37,47
- 2022 : 6e Championnats du monde à Eugene – 3.26,29
- 2022 : 4e Championnats européens d'athlétisme à Munich – 3.22,12 (NR)
- 2023 : 5e Championnats du monde à Budapest - 3.22,84
- 2024 : 4e Championnats du monde en salle à Glasgow - 3.28,05 (NR)
- 2024 :  Championnats européens d'athlétisme à Rome – 3.22,12 s
- 2024 : 7e Jeux olympiques 2024 à Paris - 3.22,40 s

### 4 x 400 m mixte
- 2022 : 7e en série Championnats du monde à Eugene – 3.16,01
- 2024 : 4e Championnats européens d'athlétisme à Rome - 3.11,03 (NR)
- 2024 : 4e Jeux olympiques 2024 à Paris - 3.09,36 (NR)
- 2025 :  Championnats européens d'athlétisme à Apeldoorn – 3.16,19 s

## Distinctions
- 2022: Spike d'or du meilleur espoir femme